# Trachelectomia
In oncologia ginecologica, la trachelectomia, detta anche cervicectomia, è la rimozione chirurgica della cervice uterina. Poiché il corpo uterino viene preservato, questo tipo di intervento è un'alternativa chirurgica a un'isterectomia radicale che preserva la fertilità, ed è quindi generalmente effettuato per curare da un cancro cervicale in stadio non ancora avanzato le pazienti idonee e ancora in età fertile che ne sono affette.

## Tipi
Generalmente parlando esistono due varianti di trachelectomia: quella "semplice" e quella "radicale". Tra i tipi di anestesia adottabili per una trachelectomia figurano: l'anestesia generale, quella subaracnoidea e quella peridurale.

### Semplice
Con l'espressione "trachelectomia semplice" ci si riferisce alla rimozione della sola cervice e del canale endocervicale con un intervento che può essere considerato una procedura di conizzazione cervicale molto ampia.

### Radicale
Il nome ufficiale di questo tipo di intervento è "trachelectomia vaginale radicale"; talvolta esso è anche chiamato "intervento di Dargent" dal nome di Daniel Dargent (1937-2005) il chirurgo ginecologico francese che per primo lo eseguì nel 1993.
L'aggettivo "radicale" è utilizzato per indicare che, in aggiunta alla cervice, l'operazione comporta anche l'escissione del parametrio, ossia dei tessuti connettivi adiacenti all'utero avvolgendone il terzo inferiore del corpo e la porzione posteriore del collo, e della parte superiore della vagina, circa 2 cm, compresa la cupola vaginale, che viene suturata all'utero dopo la rimozione della cervice. Inoltre, per valutare la diffusione del tumore ai linfonodi l'operazione è di solito preceduta da una linfoadenectomia.

## Indicazioni
La trachelectomia radicale è considerata il trattamento ottimale per le donne di età inferiore ai 40 anni con il desiderio di preservare la fertilità e un cancro cervicale allo stadio IA2 o stadio IB1 lieve; più specificamente, tale intervento si ritiene opportuno quando la malattia consiste in un tumore con una dimensione minore o uguale a 2 cm e che non si sia diffuso ai linfonodi. Tuttavia, esso non è ancora considerato lo standard di cura, che rimane invece l'isterectomia.
Per quanto riguarda le neoplasie della cervice uterina alla stadio 1A1, quindi quelle allo stadio meno avanzato, il trattamento standard è invece considerato essere la conizzazione.

## Trachelectomia e altri trattamenti
I dati sui risultati a lungo termine sono limitati. Tuttavia, sembra che la recidiva del cancro e la morte ad esso dovuta siano simili per la trachelectomia rispetto ai trattamenti standard (isterectomia radicale e radiazioni). I tassi di recidiva del cancro e di mortalità associati a questa procedura sono rispettivamente di circa il 5-10% e di circa il 3%.

## Gravidanza post-trachelectomia
Le pazienti in grado di concepire dopo essere state sottoposte a in intervento di trachelectomia vaginale radicale sono circa il 70% del totale. Tuttavia, l'assenza della cervice aumenta il rischio di aborto spontaneo e di parto pretermine.
In ogni caso il parto successivo a una trachelectomia avviene con taglio cesareo.